# 1744年

アウクスブルク出身の地理学者ヨハン・マティアス・ハーゼによる1744年のアジア地図

1744年（1744 ねん）は、西暦（グレゴリオ暦）による、水曜日から始まる閏年。

## 他の紀年法
- 干支 : 甲子
- 日本
  - 寛保4年、延享元年2月21日 -
  - 皇紀2404年
- 中国
  - 清 : 乾隆9年
- 朝鮮
  - 李氏朝鮮 : 英祖20年
  - 檀紀4077年
- ベトナム
  - 後黎朝 : 景興5年
- 仏滅紀元 : 2286年 - 2287年
- イスラム暦 : 1156年 - 1157年
- ユダヤ暦 : 5504年 - 5505年
- ユリウス暦 : 1743年12月21日 - 1744年12月20日

## カレンダー
| 1月 |    |    |    |    |    |    |
| 日  | 月 | 火 | 水 | 木 | 金 | 土 |
|     |    |    | 1  | 2  | 3  | 4  |
| 5   | 6  | 7  | 8  | 9  | 10 | 11 |
| 12  | 13 | 14 | 15 | 16 | 17 | 18 |
| 19  | 20 | 21 | 22 | 23 | 24 | 25 |
| 26  | 27 | 28 | 29 | 30 | 31 |    |
|     |    |    |    |    |    |    |

| 2月 |    |    |    |    |    |    |
| 日  | 月 | 火 | 水 | 木 | 金 | 土 |
|     |    |    |    |    |    | 1  |
| 2   | 3  | 4  | 5  | 6  | 7  | 8  |
| 9   | 10 | 11 | 12 | 13 | 14 | 15 |
| 16  | 17 | 18 | 19 | 20 | 21 | 22 |
| 23  | 24 | 25 | 26 | 27 | 28 | 29 |
|     |    |    |    |    |    |    |

| 3月 |    |    |    |    |    |    |
| 日  | 月 | 火 | 水 | 木 | 金 | 土 |
| 1   | 2  | 3  | 4  | 5  | 6  | 7  |
| 8   | 9  | 10 | 11 | 12 | 13 | 14 |
| 15  | 16 | 17 | 18 | 19 | 20 | 21 |
| 22  | 23 | 24 | 25 | 26 | 27 | 28 |
| 29  | 30 | 31 |    |    |    |    |
|     |    |    |    |    |    |    |

| 4月 |    |    |    |    |    |    |
| 日  | 月 | 火 | 水 | 木 | 金 | 土 |
|     |    |    | 1  | 2  | 3  | 4  |
| 5   | 6  | 7  | 8  | 9  | 10 | 11 |
| 12  | 13 | 14 | 15 | 16 | 17 | 18 |
| 19  | 20 | 21 | 22 | 23 | 24 | 25 |
| 26  | 27 | 28 | 29 | 30 |    |    |
|     |    |    |    |    |    |    |

| 5月 |    |    |    |    |    |    |
| 日  | 月 | 火 | 水 | 木 | 金 | 土 |
|     |    |    |    |    | 1  | 2  |
| 3   | 4  | 5  | 6  | 7  | 8  | 9  |
| 10  | 11 | 12 | 13 | 14 | 15 | 16 |
| 17  | 18 | 19 | 20 | 21 | 22 | 23 |
| 24  | 25 | 26 | 27 | 28 | 29 | 30 |
| 31  |    |    |    |    |    |    |
|     |    |    |    |    |    |    |

| 6月 |    |    |    |    |    |    |
| 日  | 月 | 火 | 水 | 木 | 金 | 土 |
|     | 1  | 2  | 3  | 4  | 5  | 6  |
| 7   | 8  | 9  | 10 | 11 | 12 | 13 |
| 14  | 15 | 16 | 17 | 18 | 19 | 20 |
| 21  | 22 | 23 | 24 | 25 | 26 | 27 |
| 28  | 29 | 30 |    |    |    |    |
|     |    |    |    |    |    |    |

| 7月 |    |    |    |    |    |    |
| 日  | 月 | 火 | 水 | 木 | 金 | 土 |
|     |    |    | 1  | 2  | 3  | 4  |
| 5   | 6  | 7  | 8  | 9  | 10 | 11 |
| 12  | 13 | 14 | 15 | 16 | 17 | 18 |
| 19  | 20 | 21 | 22 | 23 | 24 | 25 |
| 26  | 27 | 28 | 29 | 30 | 31 |    |
|     |    |    |    |    |    |    |

| 8月 |    |    |    |    |    |    |
| 日  | 月 | 火 | 水 | 木 | 金 | 土 |
|     |    |    |    |    |    | 1  |
| 2   | 3  | 4  | 5  | 6  | 7  | 8  |
| 9   | 10 | 11 | 12 | 13 | 14 | 15 |
| 16  | 17 | 18 | 19 | 20 | 21 | 22 |
| 23  | 24 | 25 | 26 | 27 | 28 | 29 |
| 30  | 31 |    |    |    |    |    |
|     |    |    |    |    |    |    |

| 9月 |    |    |    |    |    |    |
| 日  | 月 | 火 | 水 | 木 | 金 | 土 |
|     |    | 1  | 2  | 3  | 4  | 5  |
| 6   | 7  | 8  | 9  | 10 | 11 | 12 |
| 13  | 14 | 15 | 16 | 17 | 18 | 19 |
| 20  | 21 | 22 | 23 | 24 | 25 | 26 |
| 27  | 28 | 29 | 30 |    |    |    |
|     |    |    |    |    |    |    |

| 10月 |    |    |    |    |    |    |
| 日   | 月 | 火 | 水 | 木 | 金 | 土 |
|      |    |    |    | 1  | 2  | 3  |
| 4    | 5  | 6  | 7  | 8  | 9  | 10 |
| 11   | 12 | 13 | 14 | 15 | 16 | 17 |
| 18   | 19 | 20 | 21 | 22 | 23 | 24 |
| 25   | 26 | 27 | 28 | 29 | 30 | 31 |
|      |    |    |    |    |    |    |

| 11月 |    |    |    |    |    |    |
| 日   | 月 | 火 | 水 | 木 | 金 | 土 |
| 1    | 2  | 3  | 4  | 5  | 6  | 7  |
| 8    | 9  | 10 | 11 | 12 | 13 | 14 |
| 15   | 16 | 17 | 18 | 19 | 20 | 21 |
| 22   | 23 | 24 | 25 | 26 | 27 | 28 |
| 29   | 30 |    |    |    |    |    |
|      |    |    |    |    |    |    |

| 12月 |    |    |    |    |    |    |
| 日   | 月 | 火 | 水 | 木 | 金 | 土 |
|      |    | 1  | 2  | 3  | 4  | 5  |
| 6    | 7  | 8  | 9  | 10 | 11 | 12 |
| 13   | 14 | 15 | 16 | 17 | 18 | 19 |
| 20   | 21 | 22 | 23 | 24 | 25 | 26 |
| 27   | 28 | 29 | 30 | 31 |    |    |
|      |    |    |    |    |    |    |

## できごと

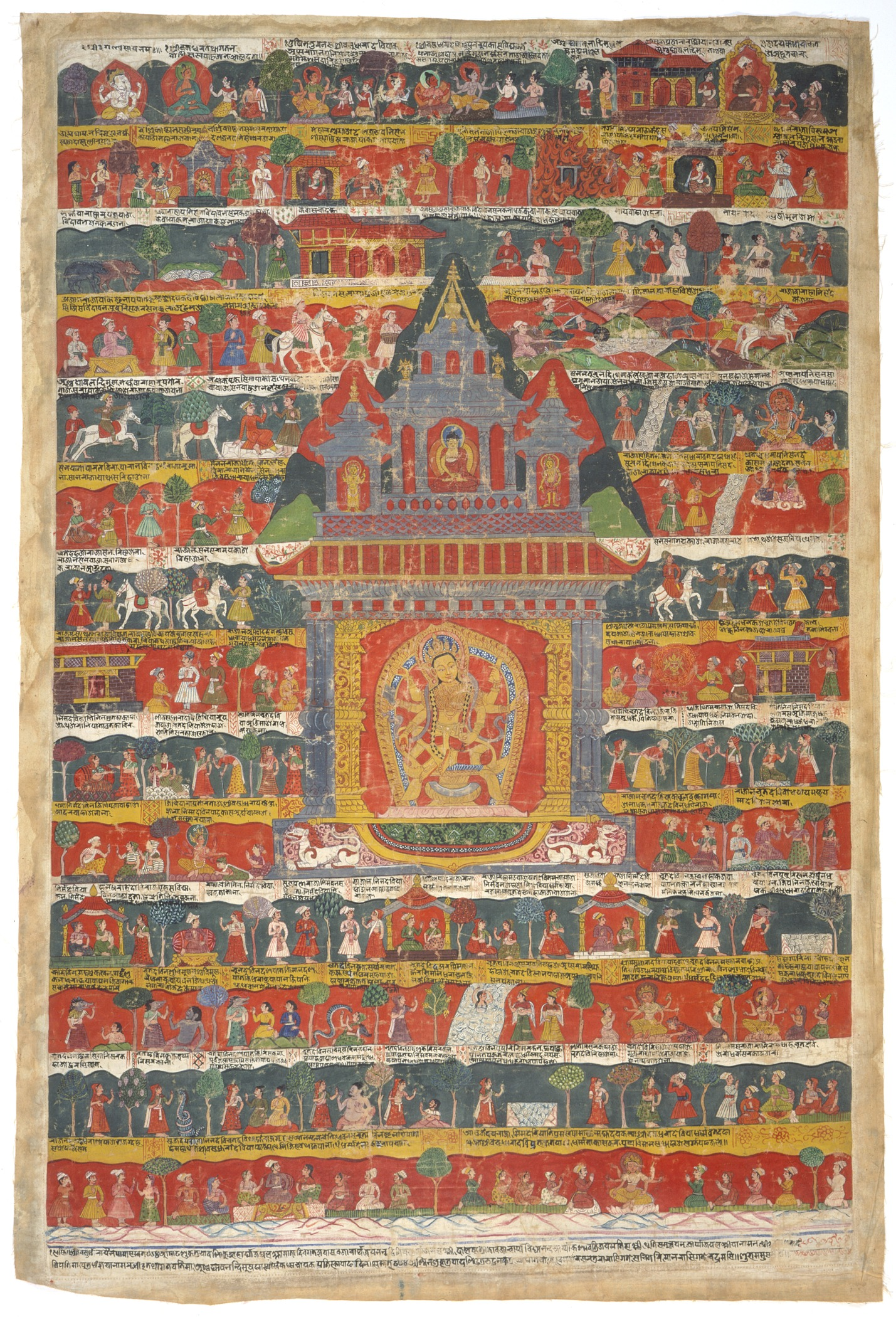
『ヴァスダーラー所伝』（1744年）ネパール、マッラ朝末期。ロサンゼルス・カウンティ美術館蔵。

- 『円明園四十景図（英語版）』第2景「勤政親賢」。（1744年）清の乾隆帝が、円明園の実際の風景をもとに描かせた連作。園内の建築をほぼ網羅しており、造園初期の円明園を知る資料としても貴重[1]。『ヴァスダーラー所伝』（1744年）ネパール、マッラ朝末期。ロサンゼルス・カウンティ美術館蔵。サウード家がムハンマド・イブン＝アブドゥルワッハーブを保護（ワッハーブ運動の始まり）[要出典]。

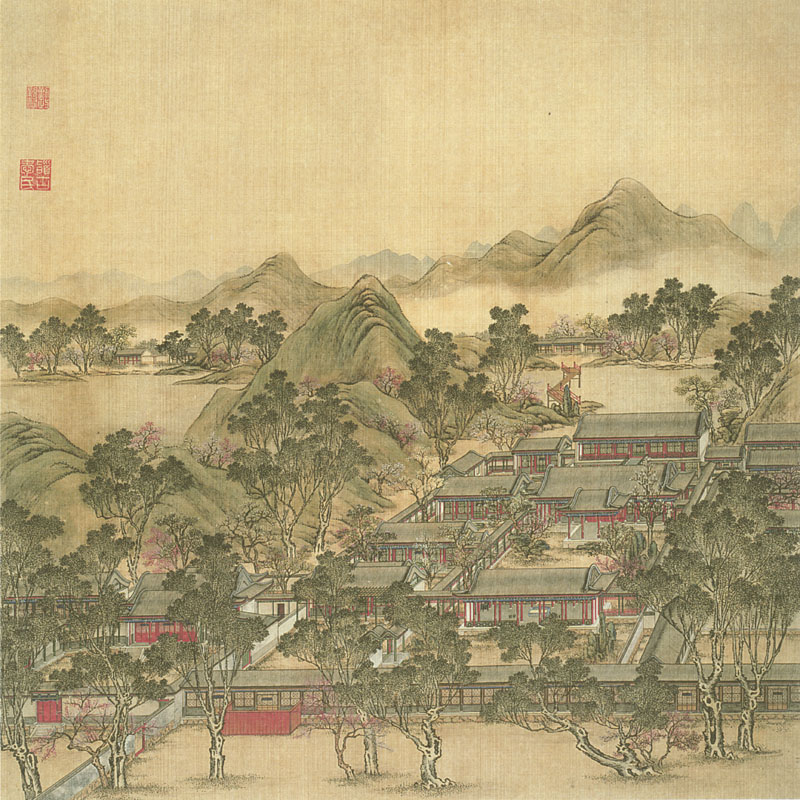
『円明園四十景図』第2景「勤政親賢」。（1744年）清の乾隆帝が、円明園の実際の風景をもとに描かせた連作。園内の建築をほぼ網羅しており、造園初期の円明園を知る資料としても貴重。

- 第一次ワッハーブ王国成立（-1818年）。
- 清 - 円明園の増築が完了[1]。
- ロシア帝国 - サンクトペテルブルクで帝国磁器工場が設立。

- イギリス - 
  - 世界最古の国際競売会社、サザビーズがロンドンで創業。
  - ウィリアム・ホガースが連作絵画『当世風結婚』を発表する[2]。
  - ペンシルベニア植民地のランカスターで、イギリスがイロコイ同盟がインディアン条約を締結。イギリスはオハイオ川北岸のオハイオ渓谷地域を得た[3]。

- 東アフリカ - オマーンにアラブ系のブーサイード朝成立。モンバサ・スルタン国、オマーンからの独立を宣言[4][5]。
- フィリピン - ボホール島でフランシスコ・ダゴホイ（英語版）の一党が山岳を拠点としてスペインに対する抵抗戦争を開始。ダゴホイの乱（英語版）（-1829年）[6]。
- プロイセン王国 - レオンハルト・オイラーが論文『極大あるいは極小の性質を備える曲線を発見する方法、あるいは一番広い意味で把握された等周問題の解』[注釈 1]を発表[7]。この論文を読んだジョゼフ＝ルイ・ラグランジュが1755年にオイラーへ書簡を送り、変分法の確立へとやり取りが続けられることとなる。

- クリケット競技規則（英語版）がペル・メルで起草[8]。

### 1月-3月
- 1月14日 - 神父ジュゼッペ・ランベルティ殺害を契機に、フィリピンでダゴホイの反乱（英語版）が勃発（-1829年）。
- 2月22日 - オーストリア継承戦争：トゥーロンの海戦。南フランス・トゥーロン沖の地中海上で、スペイン帝国の護衛艦隊がイギリスの地中海艦隊による襲撃を退ける。
- 2月24日 - ジャコバイト蜂起：凄まじい嵐によってフランスによる英国侵攻計画（英語版） が頓挫、フランス海軍が撤退[5]。
- 3月1日ごろ - 当時、観測史上もっとも明るい彗星であったクリンケンベルグ彗星が近日点に達する。
- 3月15日 - フランスがイギリスに宣戦布告。実際には、前年のデッティンゲンの戦いにおいてすでにフランス・イギリス両国は戦争状態にあった[9]。
- 3月 - ジョージ王戦争（オーストリア継承戦争の一環）勃発（米・加、-1748年）[4]。

### 4月-6月
- 4月 - イングランドで"The Female Spectator" （月刊誌）がイライザ・ヘイウッド（英語版）によって創刊。史上初の女性による女性向け定期刊行物であった[10]。
- 4月2日 - スコットランド、エディンバラのジェントルマン・ゴルファーズ・オブ・リース（ドイツ語版）で、初のゴルフ競技大会のために13カ条の世界最古のゴルフルールが作成される[11][12][13]。
- 4月20日 - オーストリア継承戦争 - ヴィッラフランカの戦い。サルデーニャ王国領ヴィッラフランカ・マリッティマで、フランス＝スペイン連合軍がイギリス軍とサルデーニャ軍を破る。

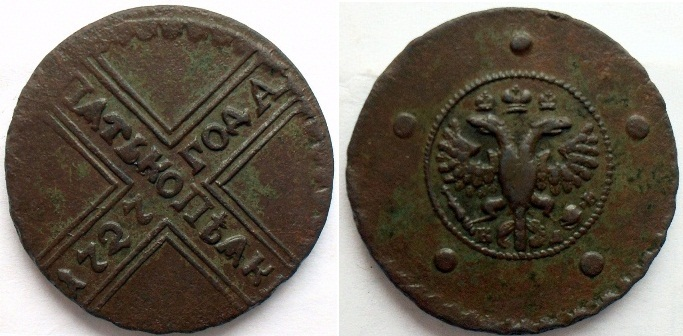
1744年当時流通していた1727年鋳造の5コペイカ銅貨

- 1744年当時流通していた1727年鋳造の5コペイカ銅貨5月11日 - ロシア帝国財務省（英語版）が、8月1日までの期限付きで5ペイカ銅貨20枚毎に、それ以降は25枚毎に兌換する布告によって、市場に出回っていた5コペイカ銅貨（20枚でロシア・ルーブルと同価値）を減らそうとした。 その後、同年10月1日には33枚毎、1746年8月28日以降には50枚毎とされた[14]。
- 5月19日 - オーストリア継承戦争：1744年5月19日の海戦。
- 5月21日 - オーストリア継承戦争：英仏間の戦争により、両軍がインドでも衝突。カーナティック戦争[6]。
- 5月22日 - フランクフルトで、プロイセン、ヘッセン＝カッセル、プファルツ選帝侯を加えたドイツ諸邦によるフランクフルト同盟が結成される[15]。
- 5月24日 - イギリスとフランスが戦闘状態になったというヨーロッパからの報をうけて、ルイブール要塞に駐留していたフランス軍が、ノバスコシア州、カンソー（英語版）にあるウィリアム・オーガスタス要塞（英語版） にあるイギリスの入植地を急襲（英語版）し、これを降伏させる[16]。
- 6月13日 - ロシア皇帝エリザヴェータの命によって、アレクセイ・ベストゥージェフ＝リューミンが大宰相(帝国宰相)の地位に就く[17]。
- 6月15日 - イギリス海軍代将のジョージ・アンソンが、戦列艦センチュリオンでの4年に渡る世界周航（英語版）を終え、イングランドのスピットヘッドに到着。アンソンは英雄として迎えられた[18]。

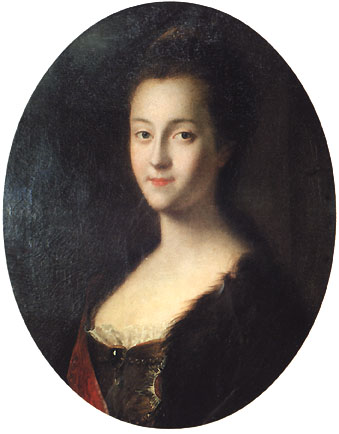
ロシア大公妃エカチェリーナ・アレクセーエヴナの肖像　ルイ・カラヴァク筆　1745年

- ロシア大公妃エカチェリーナ・アレクセーエヴナの肖像　ルイ・カラヴァク筆　1745年6月28日 - アンハルト＝ツェルプスト侯（英語版）の15歳の娘、ソフィー・アウグスタ・フレデリーケ（後のロシア皇帝エカチェリーナ2世）がルーテル派からロシア正教に改宗、名前もエカチェリーナに改める。

### 7月-9月
- 7月1日 - ジョージ王戦争：アナポリスロイヤルの戦い（-10月6日）。
- 8月5日 - （寛保4年2月21日） - 日本、甲子革令説により改元し、延享元年[19]。
- 8月12日 - オーストリア継承戦争：ヴェッレトリの戦い (1744年)。
- 8月15日 - 第二次シュレージエン戦争勃発（-1745年）[4]。
- 9月13日 - マリア・テレジアの夫フランツ1世が神聖ローマ皇帝に即位。
- 9月 - 「延享の御造営」。出雲大社の現在の本殿が完成[19][20]。

### 10月-12月
- 10月4日 - ジブラルタルから帰還する途上にあった戦列艦2代目ヴィクトリー（英語版）が、嵐によってイギリス海峡で沈没。1100名の水兵と、提督ジョン・バルチェン（英語版）を含む複数名の海軍士官が犠牲となる[21]、イギリス海軍にとって未曽有の海難事故となった。難破船はこの事故から264年後の2009年1月に引き揚げられた[22]。
- 10月12日 - 二名法を発案・体系化したカール・フォン・リンネが、水の融点と沸点との間を100分割したセルシウス度を考案したアンデルス・セルシウスの後任として、スウェーデン王立科学アカデミーの総裁に就任[23]。 セルシウスは同年4月に病没していた。
- 10月19日 - マサチューセッツ湾総督ウィリアム・シャーリーが、ミクマク族とマリシート族（英語版）（アベナキ族）に対して宣戦布告を行う[24]。
- 10月25日
  - ジョージ王戦争：マサチューセッツ湾植民地の植民地議会であるマサチューセッツ議会（英語版）が、敵であるインディアン殺害に対して報奨金が支払うことを承認。ミキマク族かマリシート族の頭皮一枚につき100マサチューセッツ・ポンド、これらの部族の女子供の頭皮一枚につき50ポンド支払うことを認可した[25]。『南米諸王国紀行』 1748年、マドリード出版　アントニオ・デ・ウジョーア、ホルヘ・フアン・イ・サンタシリア共著　セビリア大学附属図書館収蔵

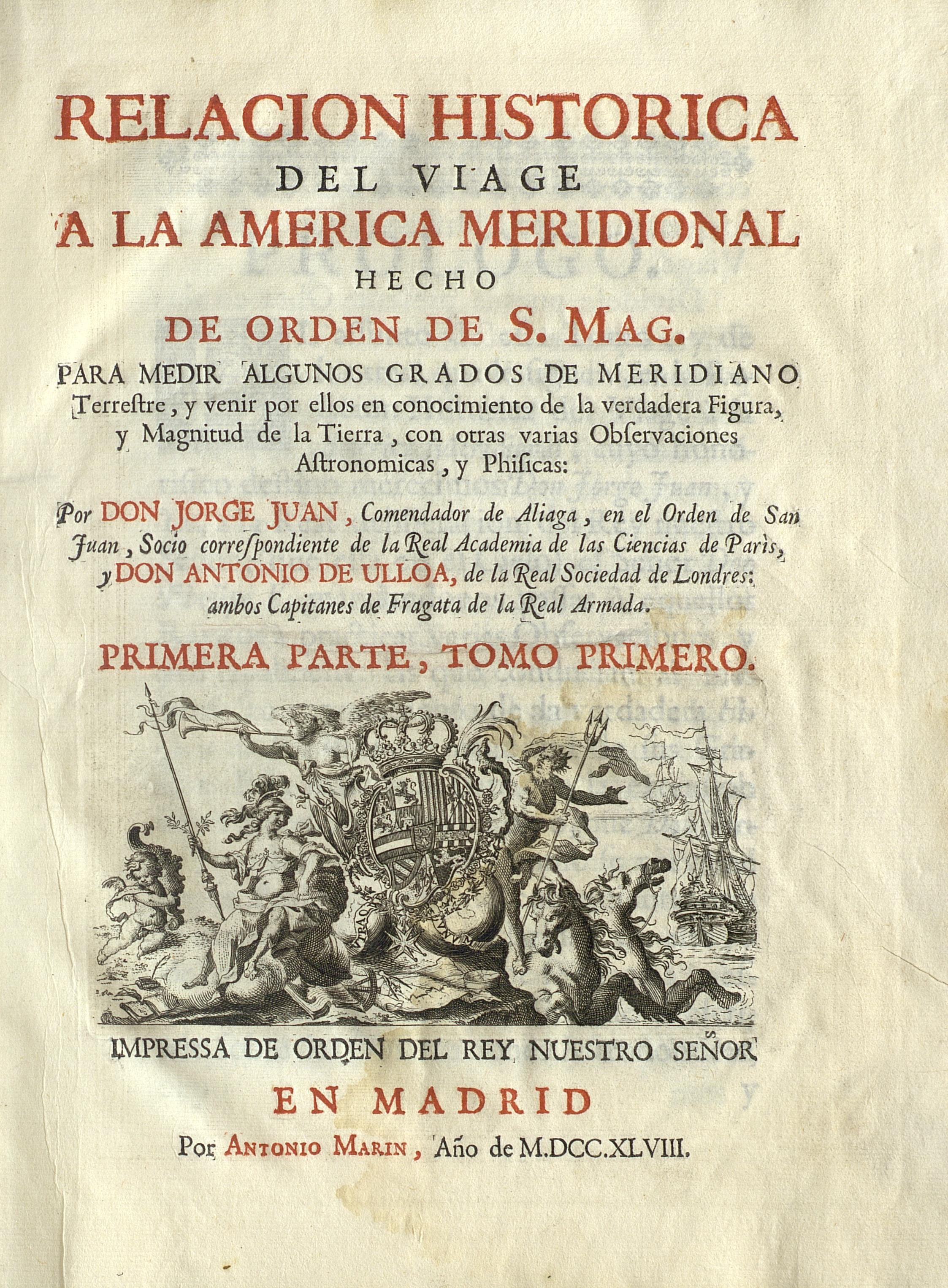
『南米諸王国紀行』 1748年、マドリード出版　アントニオ・デ・ウジョーア、ホルヘ・フアン・イ・サンタシリア共著　セビリア大学附属図書館収蔵

  - スペインの探検家、アントニオ・デ・ウジョーアとホルヘ・フアン・イ・サンタシリア（英語版）らが探検を終え、ペルーの港、カヤオからスペインに向けて帰国の途に就く[26]。帰国後、2人はこの探検旅行についてまとめ、1748年に『南米諸王国紀行』として出版した。
- 11月 (旧暦)（延享元年) - 『御触書寛保集成』、完成[19]。将軍徳川吉宗に提出される。
- 11月1日 - 第二次シュレージエン戦争：元帥クルト・クリストフ・フォン・シュヴェリーン率いるプロイセン軍が、ボヘミア王国の首都プラハに砲撃を開始。プラハは2週間の抵抗ののち開城した[27]。
- 12月18日
  - 李氏朝鮮で『続大典（朝鮮語版）』（基本法典である『経国大典』の増補）成る[6]。
  - オーストリア女大公マリア・テレジアが、ボヘミア王国からユダヤ人住民を退去させることを布告。この布告は、全てのユダヤ人は2週間以内にプラハを退去し、ボヘミア王国全体から1745年には全て追放させるという内容だった[28]。

## 誕生

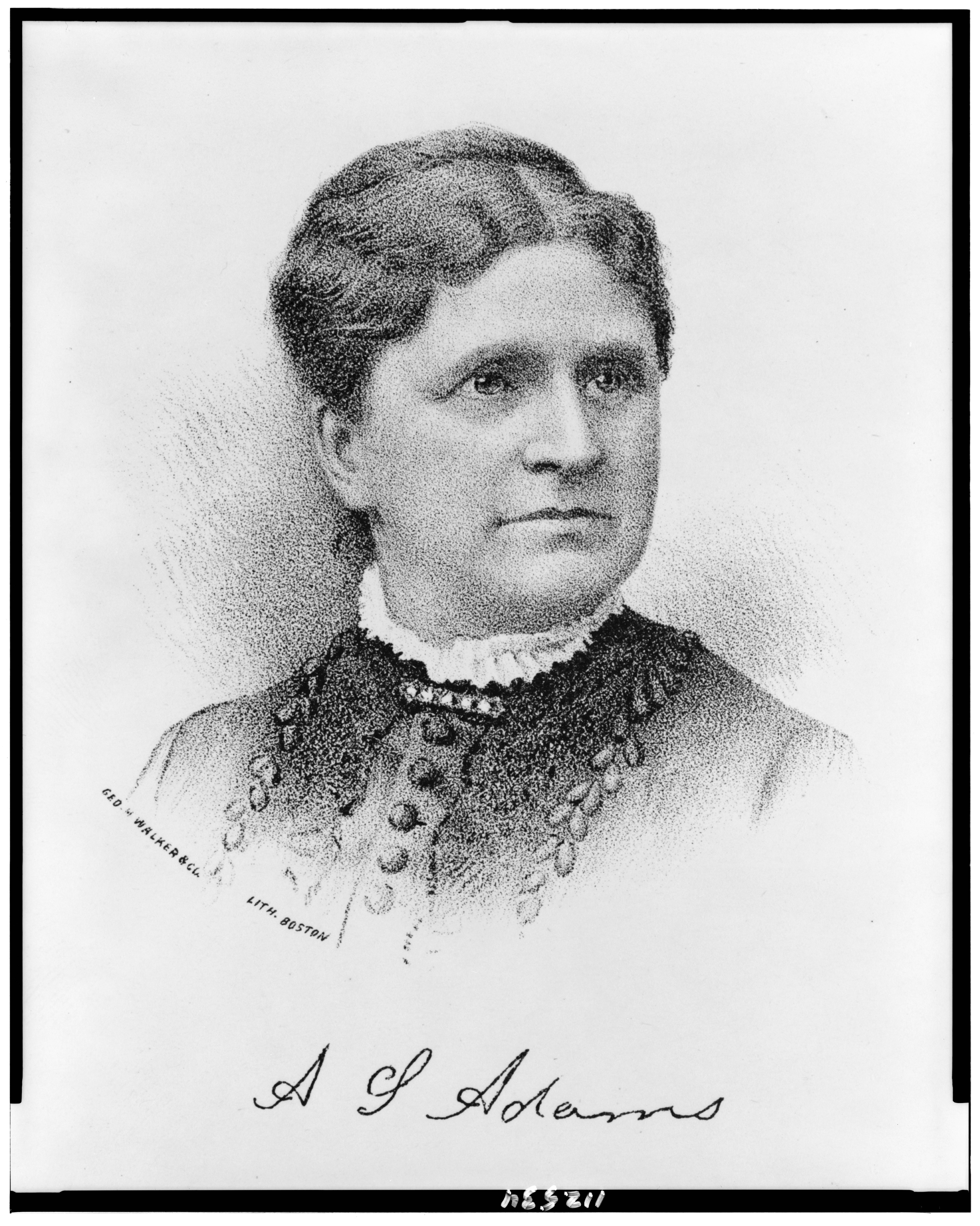
アビゲイル・アダムズ

- 1月10日 - トマス・ミフリン、ペンシルベニア州知事（+ 1800年）
- 1月15日 - エベニーザー・ハザード、第3代アメリカ合衆国郵政長官（+ 1817年）
- 2月21日 - エイセ・エイシンガ、オランダの商人、アマチュア天文学者（+ 1828年）
- 2月23日 - マイアー・アムシェル・ロートシルト、銀行家、ロスチャイルド家の始祖（+ 1812年）
- 6月1日 - クリスティアン・ゴットヒルフ・ザルツマン、ドイツの牧師・教育者（+ 1811年）
- 7月20日 - ジョシュア・クレイトン、デラウェアの医師・政治家（+ 1798年）
- 8月1日 - ジャン＝バティスト・ラマルク、フランスの博物学者（+ 1829年）
- 8月11日 - トマス・アントニオ・ゴンザーガ（英語版、ポルトガル語版）、ポルトガル・ブラジル植民地（英語版）の詩人（+ 1810年頃）
- 8月25日 - ヨハン・ゴットフリート・ヘルダー、哲学者・文学者（+ 1803年）
- 11月11日 - アビゲイル・アダムズ、アメリカ合衆国のファーストレディ。第2代アメリカ合衆国大統領ジョン・アダムズの妻（+ 1818年）

## 死去
- 1月23日 - ジャンバッティスタ・ヴィーコ、イタリアの哲学者（*1668年）
- 4月25日 - アンデルス・セルシウス、スウェーデンの天文学者（*1701年）晩年のアレキサンダー・ポープ　1742年頃

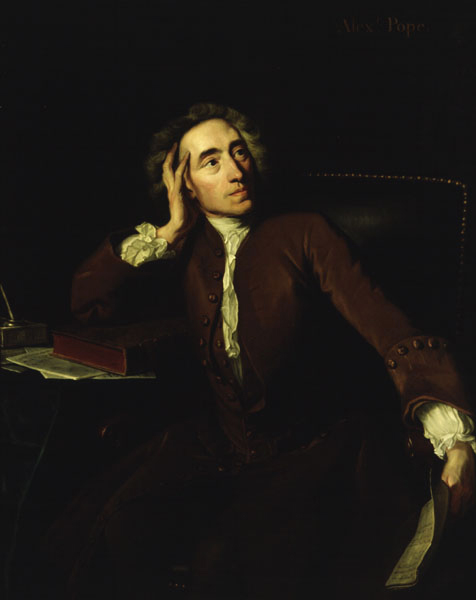
晩年のアレキサンダー・ポープ　1742年頃

- 5月30日 - アレキサンダー・ポープ、イギリスの詩人（*1688年）
- 10月29日（延享元年9月24日） - 石田梅岩、思想家・倫理学者、石門心学の租（* 1685年）
- 10月31日 - レオナルド・レーオ、ナポリ王国の作曲家、ナポリ楽派（* 1694年）
- 12月23日 - エリザベート・シャルロット・ドルレアン - ロレーヌ公レオポルト（レオポール）の妃 （* 1676年）